# Cissus javana
Cissus javana är en vinväxtart som beskrevs av Dc.. Cissus javana ingår i släktet Cissus och familjen vinväxter. Inga underarter finns listade i Catalogue of Life.